# Juliusz Marso
Juliusz Marso właśc. Ignacy Handelsmann (ur. ok. 1870 w Kutnie, zm. ???) – polski śpiewak klasyczny oraz pedagog pochodzenia żydowskiego.
Kształcił się w Konserwatorium Muzycznym w Dreźnie pod kierunkiem Gustawa Scharfe. Koncertował w Europie, śpiewając m.in. w Brnie (1892). Następnie osiadł w Krakowie, gdzie w latach 1896-1906 był profesorem Konserwatorium Towarzystwa Muzycznego, a następnie prowadził w Szkołę Śpiewu Solowego oraz Szkołę Operową (pierwszą na ziemiach polskich). Publikował w „Echu Muzycznym, Teatralnym i Artystycznym” artykuły z pedagogiki wokalnej. Po zakończeniu I wojny światowej działał jako pedagog w Warszawie i Bydgoszczy (do 1938 roku), współpracując m.in. z Państwowym Instytutem Sztuki Teatralnej.
Jego dalsze losy nie są znane.